# Преступления против человечности при коммунистических режимах
Преступления против человечности имели место при различных коммунистических режимах. Такие действия, как насильственные депортации, массовые убийства, пытки, насильственные исчезновения, внесудебные казни, террор, этнические чистки, порабощение и преднамеренное голодание людей, например, голод, имевший место во время Голодомора и Большого скачка. Такие события были названы преступлениями против человечности.
В Пражской декларации 2008 года о европейской совести и коммунизме говорится, что преступления, совершенные во имя коммунизма, должны оцениваться как преступления против человечности. Очень немногие люди были судимы за эти преступления, хотя правительство Камбоджи преследовало бывших членов «красных кхмеров», а правительства Эстонии, Латвии и Литвы приняли законы, которые привели к преследованию нескольких преступников за их преступления против балтийских народов. Их судили за преступления, совершенные ими во время оккупации стран Балтии в 1940 и 1941 годах, а также за преступления, совершенные ими во время советской реоккупации этих стран, которая произошла после войны. Суды также проводились за нападения, которые Народный комиссариат внутренних дел (НКВД) совершил против «лесных братьев».

## Камбоджа
По общему мнению ученых, геноцид в Камбодже, осуществленный «красными кхмерами» под руководством Пол Пота в местах, получивших название «Поля смерти», был преступлением против человечества. Ученые-юристы Антуан Гарапон и Дэвид Бойл, социолог Майкл Манн и профессор политологии Жак Семелин считают, что действия Коммунистической партии Кампучии можно охарактеризовать скорее как преступление против человечности, чем как геноцид.
В 1997 году сопремьер-министры Камбоджи обратились за помощью к Организации Объединенных Наций в поисках правосудия за преступления, совершенные коммунистами в период с 1975 по 1979 годы. В июне 1997 года Пол Пот был взят в плен во время внутренней борьбы за власть в Красных кхмерах и предложен международному сообществу. Однако ни одна страна не захотела добиваться его экстрадиции. Политика, проводимая «красными кхмерами», привела к гибели четверти населения страны всего за четыре года.

## Китай

### При Мао Цзэдуне
Мао Цзэдун был председателем Китайской коммунистической партии, которая взяла под контроль Китай в 1949 году, до своей смерти в сентябре 1976 года. За это время он провел ряд реформ, наиболее заметными из которых были «Большой скачок» и «Культурная революция». В январе 1958 года Мао запустил первый пятилетний план, последняя часть которого была известна как «Большой скачок». План был направлен на ускорение производства и развитие тяжелой промышленности в качестве дополнения к экономическому росту по аналогии с советской моделью и определяющим фактором китайской марксистской политики Мао. В 1958 году Мао провел десять месяцев в поездке по стране, чтобы заручиться поддержкой «Большого скачка» и проинспектировать уже достигнутый прогресс. Это повлекло за собой унижение, публичное осуждение и пытки всех, кто подвергал сомнению этот скачок. Пятилетний план впервые ввел разделение крестьянских общин на коммуны. Китайская Национальная программа развития сельского хозяйства начала ускоренно разрабатывать планы развития промышленности и сельского хозяйства страны. Поначалу эти планы были успешными, поскольку «Большой скачок» привел к разделению китайской рабочей силы и кратковременному росту производства.
В конце концов, плановики разработали еще более амбициозные цели, например, заменили проект планов на 1962 год планами на 1967 год, а в промышленности появились узкие места для снабжения, но они не могли удовлетворить потребности роста. Быстрое развитие промышленности сопровождалось ростом городского населения. Из-за дальнейшего развития коллективизации, производства тяжелой промышленности и стагнации сельского хозяйства, которое не поспевало за ростом населения, в сочетании с неблагоприятной погодой в сельскохозяйственных районах в 1959 году, было произведено всего 170 миллионов тонн зерна, что намного меньше фактического количества зерна, в котором нуждалось население. Начался массовый голод, который усугубился в 1960 году, когда было произведено всего 144 миллиона тонн зерна, что на 26 миллионов тонн меньше общего количества зерна, произведенного в 1959 году. Правительство ввело нормированное питание, но в период с 1958 по 1962 год, по оценкам, от голода умерло не менее 10 миллионов человек. Голод не остался незамеченным, и Мао был полностью осведомлен о масштабном голоде, охватившем сельскую местность, но вместо того, чтобы попытаться решить проблему, он обвинил в этом контрреволюционеров, которые «прятали и делили зерно». Мао даже символически решил воздержаться от употребления мяса в честь тех, кто страдал.
Из-за широко распространившегося по стране голода было много сообщений о случаях каннибализма, в том числе о фермере из Хунани, которого заставили убить и съесть собственного ребенка. Когда его спросили об этом, он сказал, что сделал это «из милосердия». Первоначальная оценка окончательного числа погибших варьировалась от 15 до 40 миллионов человек. По мнению Франка Дикёттера, профессора кафедры гуманитарных наук Гонконгского университета и автора книги «Великий голод Мао», в которой подробно описывается «Большой скачок» и последствия вооруженного внедрения экономической реформы, общее число людей, погибших от голода, продолжавшегося с 1958 по 1962 год, достигло 45 миллионов. Из тех, кто был убит во время голода, 6-8 % часто сначала подвергались пыткам, а затем были преждевременно убиты правительством, 2 % покончили жизнь самоубийством и 5 % умерли в трудовых лагерях Мао, которые были построены для содержания тех, кто был назван «врагами народа». В статье для The New York Times Дикёттер также упоминает о суровых наказаниях за незначительные проступки, такие как погребение заживо за кражу горсти зерна или потерю колоса и клеймение за выкапывание картофеля. Дикёттер утверждает, что один из руководителей компании на одном из совещаний в 1959 году выразил безразличие к широко распространенным страданиям, заявив: «Когда не хватает еды, люди умирают от голода. Лучше дать половине людей умереть, чтобы другая половина могла наесться досыта». Энтони Гарнаут поясняет, что интерпретация Дикёттером цитаты Мао «Лучше дать половине людей умереть, чтобы другая половина могла наесться досыта» не только игнорирует содержательные комментарии к конференции других ученых и нескольких ее ключевых участников, но и противоречит самой ясной формулировке архивного документа, находящегося в его распоряжении, на котором он строит свою версию.

## Северная Корея
Три жертвы системы тюремных лагерей в Северной Корее безуспешно пытались привлечь Ким Чен Ира к ответственности с помощью Гражданской коалиции по правам человека похищенных людей и северокорейских беженцев. В декабре 2010 года они подали обвинения в Гаагу. Неправительственная группа Christian Solidarity Worldwide заявила, что система ГУЛАГа, по-видимому, специально разработана для убийства большого количества людей, которые были названы врагами или имели иные политические убеждения.

## Румыния
Выступая в парламенте Румынии, президент Траян Бэсеску заявил, что «преступный и нелегитимный бывший коммунистический режим совершил массовые нарушения прав человека и преступления против человечности, убив и преследуя до двух миллионов человек в период с 1945 по 1989 год». Речь была основана на 660-страничном докладе президентской комиссии под руководством Владимира Тисманяну, профессора Университета Мэриленда. В докладе также говорится, что «режим истреблял людей путем убийств и депортации сотен тысяч людей», а также освещается Питештинский эксперимент.
Георге Болдур-Лэцеску также заявил, что Питештинский эксперимент был преступлением против человечности, а Деннис Делетант описал его как «эксперимент гротескной оригинальности… [в котором] использовались методы психиатрического насилия, предназначенные не только для того, чтобы вселить ужас в противников режима, но и для того, чтобы разрушить личность человека». Характер и масштабность эксперимента … отличают Румынию от других восточноевропейских режимов».

## Югославия
Доминик Макголдрик пишет, что Иосип Броз Тито, будучи главой «высокоцентрализованной и деспотичной» диктатуры, обладал огромной властью в Югославии, а его диктаторское правление осуществлялось через сложную бюрократию, которая регулярно подавляла права человека. Основными жертвами этих репрессий были известные и предполагаемые сталинисты в первые годы, такие как Драгослав Михайлович и Драголюб Мичунович, но в последующие годы были арестованы даже некоторые из наиболее видных соратников Тито. 19 ноября 1956 года Милован Джилас, возможно, самый близкий из соратников Тито и широко рассматриваемый как возможный преемник Тито, был арестован за критику режима Тито. Репрессии не обошли стороной интеллектуалов и писателей, таких как Венко Марковский, который был арестован и отправлен в тюрьму в январе 1956 года за написание стихов, считавшихся антититоистскими. После Второй мировой войны Тито провел драматические кровавые репрессии и несколько массовых убийств военнопленных.
Югославия Тито оставалась жестко контролируемым полицейским государством. По словам Дэвида Мейтса, за пределами Советского Союза в Югославии было больше политических заключенных, чем во всей остальной Восточной Европе вместе взятой. Тайная полиция Тито была создана по образцу советского КГБ. Ее сотрудники постоянно присутствовали в стране и часто действовали во внесудебном порядке, а их жертвами становились представители интеллигенции среднего класса, либералы и демократы. Югославия подписала Международный пакт о гражданских и политических правах, однако некоторым его положениям уделяется мало внимания.